# Lynn Okamoto
Lynn Okamoto (岡本倫, Okamoto Rin) és un mangaka i antic empleat de Bandai. El seu treball més popular és la sèrie de mangues Elfen Lied. Actualment viu a Tòquio (Japó).

## Treballs
- Elfen Lied (エルフェンリート, Erufen Rīto) (finalitzada el 2005)
- Digitopolis (デジトポリス, Dejitoporisu)
- Memoria (メモリア)
- MOL
- Flip Flap
- Lime Yellow
- Carrera
- Rejisutora (レジストラ)
- ARUMAJU
- NONONONO (ノノノノ)